# 1970 na Alemanha
Esta é uma cronologia dos fatos acontecimentos de ano 1970 na Alemanha.

## Eventos
- 22 de fevereiro: O ministro das Relações Exteriores israelense, Abba Eban, faz uma visita oficial de três dias à Alemanha Ocidental.
- 14 de maio: A libertação de Andreas Baader, condenado em 1968 por um incêndio criminoso na loja de departamentos, marca o nascimento do grupo terrorista, a Fração do Exército Vermelho (RAF).[1]
- 23 de junho: Assinatura de um acordo sobre comércio de bens e cooperação econômica entre a Alemanha Ocidental e a Polônia.[1]
- 13 de dezembro: A Alemanha e a Polônia assinam o Tratado de Varsóvia.[1]